# شهرستان تالمنسکی
شهرستان تالمنسکی (به لاتین: Talmensky District) یک منطقهٔ مسکونی در روسیه است که در سرزمین آلتای واقع شده‌است.